# Portugués oliventino

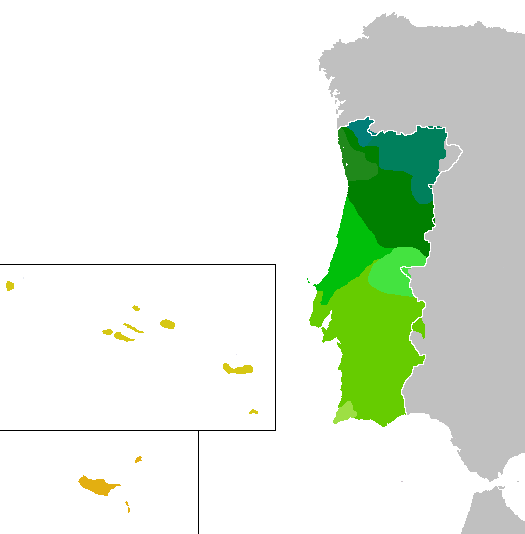
Dialectos del portugués europeo.

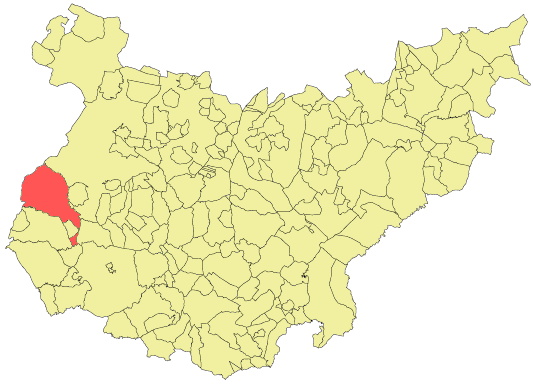
Municipio de Olivenza (en rojo) en la provincia de Badajoz.

El portugués oliventino, portugués rayano o portugués de Olivenza es un subdialecto del portugués alentejano que se habla en los municipios españoles de Olivenza y Táliga (en la provincia de Badajoz) debido a su pasada pertenencia al reino de Portugal desde 1297 a 1801. Actualmente está en vías de extinción, habiendo sido sustituido en gran medida por el español.

## Características
Las características del portugués oliventino son las mismas que las del dialecto alentejano del portugués, pero con superestrato español:
- Ausencia del diptongo ei (incluso cuando va seguido de otra vocal), que se pronuncia e.
- Paragoge en palabras acabadas en -l o -r, cuando la sílaba es tónica y va seguida de pausa o de otra sílaba tónica: Portugáli, comêri, pero comer depois.

## Situación
La pertenencia a España tanto de Olivenza como de Táliga ha supuesto que la lengua española reemplace prácticamente a la portuguesa. Hasta la década de 1940, la comarca oliventina fue una zona bilingüe con mayoría lusohablante, si bien la generación de la época empezó a usar con sus hijos el español de manera generalizada.
A principios del siglo XXI, el portugués oliventino ha desaparecido casi en su totalidad debido a que los niños no lo hablan desde la década de 1950. El portugués se estudia en la escuela, pero como lengua extranjera. Contaba en 2014 con unos 1000 hablantes, en su mayoría personas mayores, y sólo lo hablan personas nacidas antes de 1950, aunque hay jóvenes interesados en saberlo y lo han aprendido como segunda lengua.
El informe de 2005 por expertos del Consejo de Europa sobre la aplicación en España de la Carta Europea de las Lenguas Minoritarias o Regionales de 2005  le pidió al Gobierno español que remitiera información acerca de la situación del portugués de Olivenza, así como de las medidas encaminadas a la protección y promoción de dicha lengua en el marco de lo dispuesto en el artículo 7 de la Carta. Sin embargo, en el informe remitido por España en 2006, no existen menciones al portugués oliventino.
En el informe de 2008 aparecen los siguientes párrafos:

48. El Comité de Expertos no ha recibido información sobre el empleo del portugués en Extremadura, en particular en Olivenza.

49. Según la información recopilada durante la visita en el terreno, la lengua portuguesa (el oliventino) se habla tradicionalmente en Olivenza y Táliga desde el siglo XIII. Sin embargo, la información recibida sobre el uso actual de esta lengua no es concluyente, pero indica que el portugués se imparte como lengua extranjera en el ámbito de la enseñanza.

50. El Comité de Expertos no puede evaluar la situación del portugués en Extremadura. Insta a las autoridades a aclarar esta cuestión en el próximo ciclo de supervisión, en particular en cooperación con la asociación "Além Guadiana", establecida recientemente para promover el portugués.